# Commissions du Parlement européen
Ne doit pas être confondu avec Commission européenne.

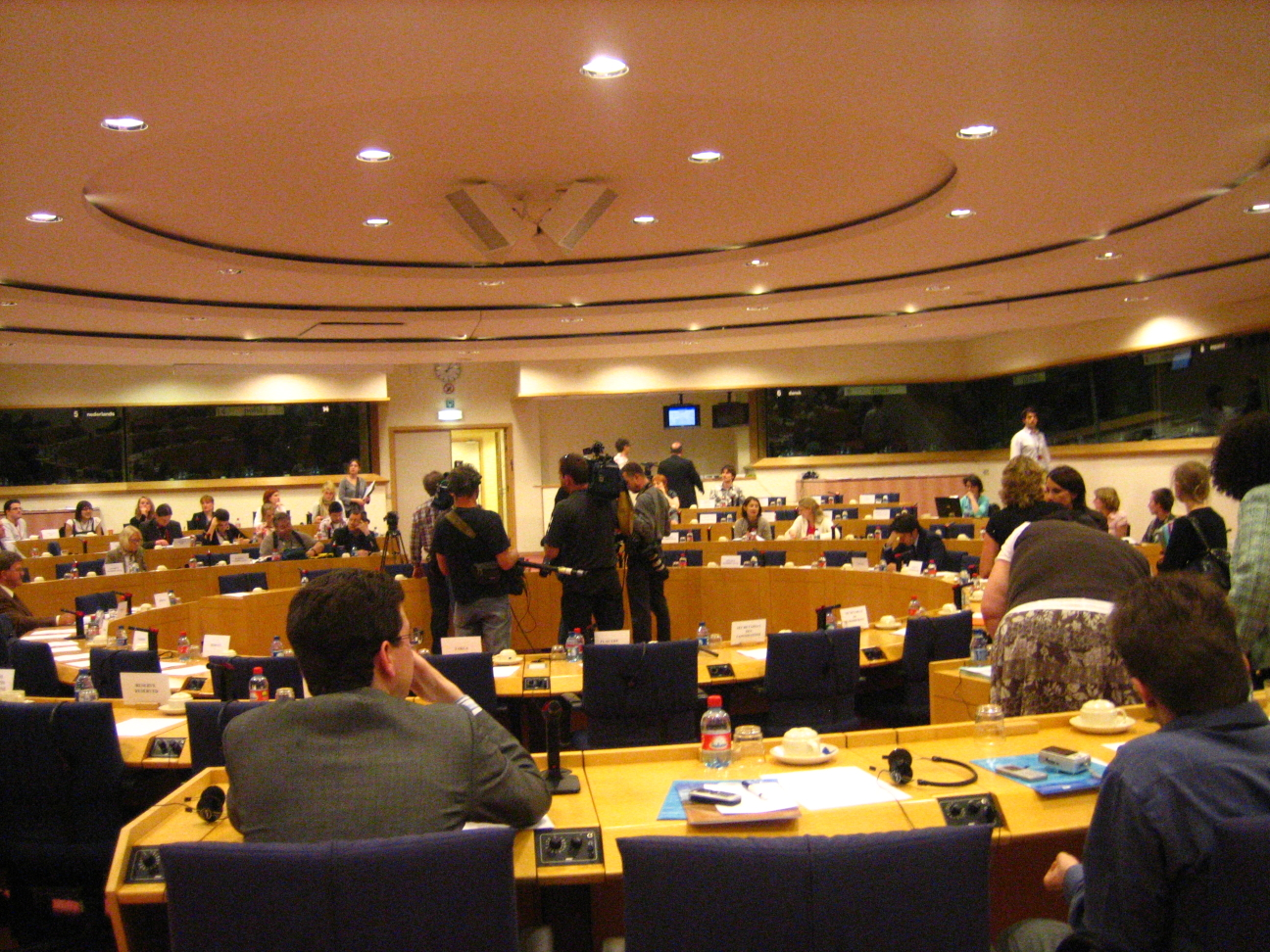
Réunion de commission.

Le Parlement européen a vingt commissions parlementaires permanentes, ainsi que trois sous-commissions. Les commissions sont composées de 25 à 88 députés et sont dotées d'un président, d'un bureau et d'un secrétariat. Leur composition politique reflète celle de la plénière.

## Fonctionnement des Commissions
Le Parlement européen dispose de différents types de commissions :
- Les Commissions permanentes, au nombre de 20 en 2020 et dont les compétences sont définies en annexe du règlement intérieur du Parlement européen[2] ;
- Les sous-commissions, liées à une commission principale (au nombre de 3 en 2020)[3] ;
- Les Commissions spéciales, créées pour une durée initiale de douze mois pouvant être prorogée, et dotées d'un mandat adoptée par le Parlement européen[4] ;
- Les Commissions d'enquête, créées pour une durée de 18 mois maximum, dans le but d'examiner les allégations d'infractions ou de mauvaise administration dans l'application du droit de l'Union[5].

Les Commissions du Parlement européen sont composées de députés européens de manière à refléter autant que possible la composition du Parlement. Ainsi, chaque groupe politique se voit allouer dans chaque Commission un nombre de sièges proportionnel au nombre de sièges dont il dispose dans le Parlement européen. Chaque groupe politique décide ensuite en son sein quels députés européens siègeront comme membres titulaires ou suppléants.
Chaque Commission du Parlement européen élit en son sein un président et un bureau (habituellement quatre vice-présidents) pour un mandat de deux ans et demi. Une élection a donc lieu au début de chaque législature puis à la mi-mandat.
Chaque groupe politique désigne un coordinateur parmi ses membres au sein de chaque Commission. Les coordinateurs de chaque groupe politique se réunissent régulièrement et sont notamment chargés de prendre des décisions liés à l'organisation du travail de la Commission (organisations d'auditions, choix des rapports et avis à adopter, désignation des rapporteurs).
Lorsque les coordinateurs d'une Commission décident que la Commission en question va préparer un rapport ou un avis, ils décident donc du rapporteur ou du groupe politique duquel le rapporteur sera issu. Chaque autre groupe politique peut alors nommer un rapporteur fictif qui suivra l'avancement de rapport en question et représentera son groupe politique lors des négociations pour trouver des compromis. Le rapporteur prépare un projet de rapport. L'ensemble des membres de la Commission peuvent soumettre des amendements. Le rapporteur peut alors décider d'organiser des négociations avec les rapporteurs fictifs afin de trouver des compromis. Une fois les négociations closes, les éventuelles propositions de compromis, les amendements non-caducs et le projet de rapport amendé sont soumis au vote de l'ensemble des membres de la Commission.
Les réunions de Commission sont publiques et diffusées en ligne sur le site internet du Parlement européen. Les réunions de coordinateurs et les réunions de négociations entre rapporteurs et rapporteurs fictifs ont lieu à huis clos et ne font pas l'objet d'une diffusion sur internet.

## Liste des Commissions et de leur président
Certains députés ont été plusieurs fois présidents comme : 
- Bartosz Arłukowicz 9ème Législature ( SANT,BECA)
- Bernd Lange 9 et 10ème Législature (INTA)
- David McAllister 9 et 10ème Législature (AFET)
- Irène Tinagli 9 et 10ème Législature (ECON, HOUS)
- Johan Ban Overtveldt 9 et 10ème Législature (BUDG)
- Nathalie Loiseau 9 et 10ème Législature (SEDE,EUDS)
- Alain Mamassoure 8ème Législature (TAX2, TAXE)

Certaines sous-commissions sont devenues des commissions permanentes : 
- SANT  a été sortie de l'ENVI (SANT) en janvier 2025  (10ème législature)
- SEDE a été sortie de l'AFET ( DROI et SEDE) en janvier 2025 (10ème législature)

De nouvelles commissions permanentes ont été créées : 
- EUDS (bouclier européen de la démocratie)
- HOUS (crise du logement).

De nouvelles sous-commissions rattachées aux commissions permanentes ont été créées :
- FISC (Affaires fiscales) rattachée à ECON
- SANT (Santé publique) rattachée à ENVI

Les députés rapporteurs et rapporteurs fictifs restent les personnes en charge des dossiers. 

### Sixième législature (2004-2009)
Noms indiqués en juin 2007.
| Commission                                                                        | Acronyme | Président            | Groupe politique |
| --------------------------------------------------------------------------------- | -------- | -------------------- | ---------------- |
| Commission des affaires constitutionnelles                                        | AFCO     | Jo Leinen            | PSE              |
| Commission des affaires économiques et monétaires                                 | ECON     | Pervenche Berès      | PSE              |
| Commission des affaires étrangères                                                | AFET     | Jacek Saryusz-Wolski | PPE-DE           |
| Sous-commission droits de l'homme                                                 | DROI     | Hélène Flautre       | Verts/ALE        |
| Sous-commission sécurité et défense                                               | SEDE     | Karl von Wogau       | PPE-DE           |
| Commission des affaires juridiques                                                | JURI     | Giuseppe Gargani     | PPE-DE           |
| Commission de l'agriculture et du développement rural                             | AGRI     | Neil Parish          | PPE-DE           |
| Commission des budgets                                                            | BUDG     | Reimer Böge          | PPE-DE           |
| Commission du commerce international                                              | INTA     | Helmuth Markov       | GUE/NGL          |
| Commission du contrôle budgétaire                                                 | CONT     | Herbert Bösch        | PSE              |
| Commission de la culture et de l'éducation                                        | CULT     | vacant               |                  |
| Commission du développement                                                       | DEVE     | Josep Borrell        | PSE              |
| Commission du développement régional                                              | REGI     | Gerardo Galeote      | PPE-DE           |
| Commission des droits de la femme et de l'égalité des genres                      | FEMM     | Anna Záborská        | PPE-DE           |
| Commission de l'emploi et des affaires sociales                                   | EMPL     | Jan Andersson        | PSE              |
| Commission de l'environnement, de la santé publique et de la sécurité alimentaire | ENVI     | Miroslav Ouzký       | PPE-DE           |
| Commission de l'industrie, de la recherche et de l'énergie                        | ITRE     | Angelika Niebler     | PPE-DE           |
| Commission des libertés civiles, de la justice et des affaires intérieures        | LIBE     | Jean-Marie Cavada    | ADLE             |
| Commission du marché intérieur et de la protection des consommateurs              | IMCO     | Arlene McCarthy      | PSE              |
| Commission de la pêche                                                            | PECH     | Philippe Morillon    | ADLE             |
| Commission des pétitions                                                          | PETI     | Marcin Libicki       | UEN              |
| Commission du transport et du tourisme                                            | TRAN     | Paolo Costa          | ADLE             |

### Septième législature (2009-2014)
| Commission                                                                        | Acronyme | Président                   | Groupe politique |
| --------------------------------------------------------------------------------- | -------- | --------------------------- | ---------------- |
| Commission des affaires constitutionnelles                                        | AFCO     | Carlo Casini                | PPE              |
| Commission des affaires économiques et monétaires                                 | ECON     | Sharon Bowles               | ADLE             |
| Commission des affaires étrangères                                                | AFET     | Elmar Brok                  | PPE              |
| Sous-commission droits de l'homme                                                 | DROI     | Heidi Hautala               | Verts/ALE        |
| Sous-commission sécurité et défense                                               | SEDE     | Arnaud Danjean              | PPE              |
| Commission des affaires juridiques                                                | JURI     | Klaus-Heiner Lehne          | PPE              |
| Commission de l'agriculture et du développement rural                             | AGRI     | Paolo De Castro             | S&D              |
| Commission des budgets                                                            | BUDG     | Alain Lamassoure            | PPE              |
| Commission du commerce international                                              | INTA     | Vital Moreira               | S&D              |
| Commission du contrôle budgétaire                                                 | CONT     | Michael Theurer             | ADLE             |
| Commission de la culture et de l'éducation                                        | CULT     | Doris Pack                  | PPE              |
| Commission du développement                                                       | DEVE     | Eva Joly                    | Verts/ALE        |
| Commission du développement régional                                              | REGI     | Danuta Hübner               | PPE              |
| Commission des droits de la femme et de l'égalité des genres                      | FEMM     | Mikael Gustavsson           | GUE/NGL          |
| Commission de l'emploi et des affaires sociales                                   | EMPL     | Pervenche Berès             | S&D              |
| Commission de l'environnement, de la santé publique et de la sécurité alimentaire | ENVI     | Matthias Groote             | S&D              |
| Commission de l'industrie, de la recherche et de l'énergie                        | ITRE     | Amalia Sartori              | PPE              |
| Commission des libertés civiles, de la justice et des affaires intérieures        | LIBE     | Juan Fernando López Aguilar | S&D              |
| Commission du marché intérieur et de la protection des consommateurs              | IMCO     | Malcolm Harbour             | ECR              |
| Commission de la pêche                                                            | PECH     | Gabriel Mato Adrover        | PPE              |
| Commission des pétitions                                                          | PETI     | Erminia Mazzoni             | PPE              |
| Commission du transport et du tourisme                                            | TRAN     | Brian Simpson               | S&D              |

### Huitième législature (2014-2019)
Durant la législature 2014-2019, une commission spéciale temporaire sur les pratiques fiscales en Europe est créée en février 2015 à la suite des révélations des LuxLeaks (commission TAXE) . Le rapport final de cette commission est voté en session plénière du Parlement européen en novembre 2016. Une commission spéciale identique est réactivée dans la foulée, pour six mois supplémentaires, afin de continuer les investigations sur les pratiques fiscales en Europe (commission TAXE 2).
Une commission d'enquête temporaire EMIS a également été créée en février 2016 sur la mesure des émissions dans le secteur de l'automobile, à la suite du scandale révélé initialement aux États-Unis concernant plusieurs constructeurs automobiles allemands (puis d'autres constructeurs de plusieurs pays) sur leurs possibles pratiques de falsification des résultats de tests de conformité des véhicules aux normes visant à réduire leurs émissions en gaz et particules polluantes, et sur la façon de renforcer ces normes et les processus de certification.
| Commission | Acronyme | Président            | Groupe politique |
| --- | -------- | -------------------- | ---------------- |
| Commission des affaires constitutionnelles                                                                                          | AFCO     | Danuta Hübner        | PPE              |
| Commission des affaires économiques et monétaires                                                                                   | ECON     | Roberto Gualtieri    | S&D              |
| Commission des affaires étrangères                                                                                                  | AFET     | David McAllister     | PPE              |
| Sous-commission droits de l'homme                                                                                                   | DROI     | Elena Valenciano     | S&D              |
| Sous-commission sécurité et défense                                                                                                 | SEDE     | Anna Fotyga          | ECR              |
| Commission des affaires juridiques                                                                                                  | JURI     | Pavel Svoboda        | PPE              |
| Commission de l'agriculture et du développement rural                                                                               | AGRI     | Czesław Siekierski   | PPE              |
| Commission des budgets | BUDG     | Jean Arthuis         | ADLE             |
| Commission du commerce international                                                                                                | INTA     | Bernd Lange          | S&D              |
| Commission du contrôle budgétaire                                                                                                   | CONT     | Ingeborg Gräßle      | PPE              |
| Commission de la culture et de l'éducation                                                                                          | CULT     | Petra Kammerevert    | S&D              |
| Commission du développement | DEVE     | Linda McAvan         | S&D              |
| Commission du développement régional                                                                                                | REGI     | Iskra Mihaylova      | ADLE             |
| Commission des droits de la femme et de l'égalité des genres                                                                        | FEMM     | Iratxe García Pérez  | S&D              |
| Commission de l'emploi et des affaires sociales                                                                                     | EMPL     | Thomas Händel        | GUE/NGL          |
| Commission de l'environnement, de la santé publique et de la sécurité alimentaire                                                   | ENVI     | Giovanni La Via      | PPE              |
| Commission de l'industrie, de la recherche et de l'énergie                                                                          | ITRE     | Jerzy Buzek          | PPE              |
| Commission des libertés civiles, de la justice et des affaires intérieures                                                          | LIBE     | Claude Moraes        | S&D              |
| Commission du marché intérieur et de la protection des consommateurs                                                                | IMCO     | Anneleen Van Bossuyt | ECR              |
| Commission de la pêche | PECH     | Alain Cadec          | PPE              |
| Commission des pétitions | PETI     | Cecilia Wikström     | ADLE             |
| Commission du transport et du tourisme                                                                                              | TRAN     | Karima Delli         | Verts/ALE        |
| Commission spéciale sur les rescrits fiscaux et autres mesures similaires par leur nature ou par leur effet (février-novembre 2015) | TAXE     | Alain Lamassoure     | PPE              |
| Commission spéciale sur les rescrits fiscaux et autres mesures similaires par leur nature ou par leur effet (décembre 2015-)        | TAX2     | Alain Lamassoure     | PPE              |
| Commission d'enquête sur la mesure des émissions dans le secteur de l'automobile                                                    | EMIS     |                      |                  |

### Neuvième législature (2019-2024)
À la suite du Brexit, Pierre Karleskind remplace Chris Davies à la tête de la commission PECH.
Les 18 et 19 juin 2020, le Parlement crée une nouvelle sous-commission (FISC rattachée à ECON) , quatre commissions spéciales (BECA, INGE/INGE2, AIDA, ANIT, COVI), et deux commissions d'enquête (ANIT, PEGA, ) .
| Commission | Acronyme | Président(e)                | Groupe | Groupe    |
| --- | -------- | --------------------------- | ------ | --------- |
| Commission des affaires constitutionnelles                                                                                                   | AFCO     | Danuta Hübner               |        | PPE       |
| Commission des affaires économiques et monétaires                                                                                            | ECON     | Irene Tinagli               |        | S&D       |
| Sous-commission des affaires fiscales | FISC     | Paul Tang                   |        | S&D       |
| Commission des affaires étrangères | AFET     | David McAllister            |        | PPE       |
| Sous-commission des droits de l'homme | DROI     | Marie Arena                 |        | S&D       |
| Sous-commission sécurité et défense | SEDE     | Nathalie Loiseau            |        | RE        |
| Commission des affaires juridiques | JURI     | Adrián Vázquez Lázara       |        | RE        |
| Commission de l'agriculture et du développement rural                                                                                        | AGRI     | Norbert Lins                |        | PPE       |
| Commission des budgets | BUDG     | Johan Van Overtveldt        |        | CRE       |
| Commission du commerce international | INTA     | Bernd Lange                 |        | S&D       |
| Commission du contrôle budgétaire | CONT     | Monika Hohlmeier            |        | PPE       |
| Commission de la culture et de l'éducation                                                                                                   | CULT     | Sabine Verheyen             |        | PPE       |
| Commission du développement | DEVE     | Tomas Tobé                  |        | PPE       |
| Commission du développement régional | REGI     | Younous Omarjee             |        | GUE/NGL   |
| Commission des droits des femmes et de l'égalité des genres                                                                                  | FEMM     | Evelyn Regner               |        | S&D       |
| Commission de l'emploi et des affaires sociales                                                                                              | EMPL     | Lucia Ďuriš Nicholsonová    |        | RE        |
| Commission de l'environnement, de la santé publique et de la sécurité alimentaire                                                            | ENVI     | Pascal Canfin               |        | RE        |
| Sous-commission de la santé publique | SANT     | Bartosz Arłukowicz          |        | PPE       |
| Commission de l'industrie, de la recherche et de l'énergie                                                                                   | ITRE     | Adina-Ioana Vălean          |        | PPE       |
| Commission des libertés civiles, de la justice et des affaires intérieures                                                                   | LIBE     | Juan Fernando López Aguilar |        | S&D       |
| Commission du marché intérieur et de la protection des consommateurs                                                                         | IMCO     | Petra De Sutter             |        | Verts/ALE |
| Commission de la pêche | PECH     | Pierre Karleskind           |        | RE        |
| Commission des pétitions | PETI     | Dolors Montserrat           |        | PPE       |
| Commission des transports et du tourisme | TRAN     | Karima Delli                |        | Verts/ALE |
| Commission spéciale sur la lutte contre le cancer                                                                                            | BECA     | Bartosz Arłukowicz          |        | PPE       |
| Commission spéciale sur l'ingérence étrangère dans l'ensemble des processus démocratiques de l'Union européenne, y compris la désinformation | INGE     | Raphaël Glucksmann          |        | S&D       |
| Commission spéciale sur l'intelligence artificielle à l'ère du numérique                                                                     | AIDA     | Dragoș Tudorache            |        | RE        |
| Commission d'enquête sur les allégations d'infraction et de mauvaise administration dans le transport des animaux                            | ANIT     | Tilly Metz                  |        | Verts/ALE |

### Dixième législature (2024-2029)
Les sous-commission SANT (Santé publique) et SEDE ( Sécurité et Défense) deviennent des commissions permanentes autonomes (janvier 2025). Création de deux nouvelles commissions spéciales : EUDS ( Bouclier européen de la démocratie) et HOUS (crise du logement).  
| Commission                                                                 | Acronyme | Président(e)                  | Groupe | Groupe    |
| -------------------------------------------------------------------------- | -------- | ----------------------------- | ------ | --------- |
| Commission des affaires étrangères                                         | AFET     | David McAllister              |        | PPE       |
| Sous-commission des droits de l'homme                                      | DROI     | Mounir Satouri                |        | Verts/ALE |
| Commission de la sécurité et de la défense                                 | SEDE     | Marie-Agnes Strack-Zimmermann |        | RE        |
| Commission du développement                                                | DEVE     | Barry Andrews                 | RE     |           |
| Commission du commerce international                                       | INTA     | Bernd Lange                   |        | S&D       |
| Commission des budgets                                                     | BUDG     | Johan Van Overtveldt          |        | CRE       |
| Commission du contrôle budgétaire                                          | CONT     | Niclas Herbst                 |        | PPE       |
| Commission des affaires économiques et monétaires                          | ECON     | Aurore Lalucq                 |        | S&D       |
| Sous-commission des affaires fiscales                                      | FISC     | Pasquale Tridico              |        | Gauche    |
| Commission de l'emploi et des affaires sociales                            | EMPL     | Li Andersson                  | Gauche |           |
| Commission de l’environnement, du climat et de la sécurité alimentaire     | ENVI     | Antonio Decaro                |        | S&D       |
| Commission de la santé publique                                            | SANT     | Adam Jarubas                  |        | PPE       |
| Commission de l'industrie, de la recherche et de l'énergie                 | ITRE     | Borys Budka                   | PPE    |           |
| Commission du marché intérieur et de la protection des consommateurs       | IMCO     | Anna Cavazzini                |        | Verts/ALE |
| Commission des transports et du tourisme                                   | TRAN     | Elissavet Vozemberg-Vrionidi  |        | PPE       |
| Commission du développement régional                                       | REGI     | Adrian-Dragoş Benea           |        | S&D       |
| Commission de l'agriculture et du développement rural                      | AGRI     | Veronika Vrecionová           |        | CRE       |
| Commission de la pêche                                                     | PECH     | Carmen Crespo Díaz            |        | PPE       |
| Commission de la culture et de l'éducation                                 | CULT     | Nela Riehl                    |        | Verts/ALE |
| Commission des affaires juridiques                                         | JURI     | Ilhan Kyuchyuk                |        | RE        |
| Commission des libertés civiles, de la justice et des affaires intérieures | LIBE     | Javier Zarzalejos             |        | PPE       |
| Commission des affaires constitutionnelles                                 | AFCO     | Sven Simon                    |        | PPE       |
| Commission des droits des femmes et de l'égalité des genres                | FEMM     | Lina Gálvez                   |        | S&D       |
| Commission des pétitions                                                   | PETI     | Bogdan Rzońca                 |        | CRE       |
| Commission spéciale sur le bouclier européen de la démocratie              | EUDS     | Nathalie Loiseau              |        | RE        |
| Commission spéciale sur la crise du logement dans l'Union européenne       | HOUS     | Irene Tinagli                 |        | S&D       |